# Aquilaria beccariana
Aquilaria beccariana är en tibastväxtart som beskrevs av Van Tiegh.. Aquilaria beccariana ingår i släktet Aquilaria och familjen tibastväxter. Inga underarter finns listade i Catalogue of Life.